# Смешанная сборная Украины по кёрлингу
Смешанная сборная Украины по кёрлингу — смешанная национальная сборная команда (составленная из двух мужчин и двух женщин), представляет Украину на международных соревнованиях по кёрлингу. Управляющей организацией выступает Всеукраинская федерация кёрлинга (укр. Всеукраїнська Федерація Кьорлінгу, англ. Ukrainian Curling Federation).
Впервые выступила на чемпионате мира 2022.

## Результаты выступлений

### Чемпионаты мира
| Год       | Место          | И              | В              | П              | Состав (четвёртый/скип, третий, второй, первый, запасной, тренер)                                   |
| --------- | -------------- | -------------- | -------------- | -------------- | --------------------------------------------------------------------------------------------------- |
| 2015—2019 | не участвовали | не участвовали | не участвовали | не участвовали | не участвовали                                                                                      |
| 2022      | 28             | 8              | 2              | 6              | Eduard Nikolov (скип), Oleksandra Kononenko, Yaroslav Shchur, Anastasia Kotova, Эркки Лилл (тренер) |
| 2023      | 15             | 7              | 3              | 4              | Eduard Nikolov (скип), Oleksandra Kononenko, Yaroslav Shchur, Anastasia Kotova, Эркки Лилл (тренер) |
| 2024      | 9              | 8              | 5              | 3              | Eduard Nikolov (скип), Yaroslava Kalinichenko, Artem Suhak, Diana Moskalenko, Дэвид Рэмзи (тренер)  |

(источник:)